# Нанкаури

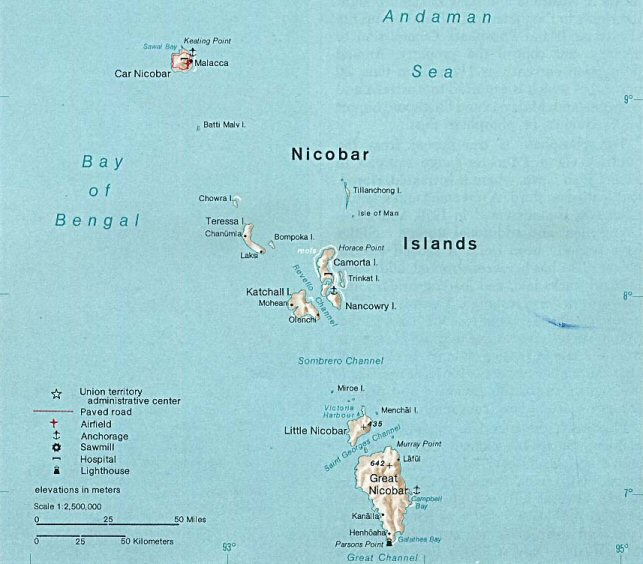
Остров Нанкаури — в центре

Нанкаури (англ. Nancowry, хинди नन्कोव्री Nankovri) — остров в центральной части архипелага Никобарских островов. Расположен примерно в 160 км к юго-востоку от острова Кар-Никобар. Максимальная длина острова составляет 11,7 км, ширина — 7,5 км. Площадь — 66,9 км². По данным переписи 2001 года население Нанкаури составило 1111 человек.
Сразу к северу от Нанкаури находится остров Каморта, вместе с которым Нанкаури образует удобную бухту.

## История
С 1685 по 1865 годы принадлежал Дании.